# Astrometrija
Astrometrija ili položajna (pozicijska) astronomija (odnosno sferna astronomija u širem smislu) je grana astronomije koja se bavi mjerenjem položaja nebeskih tijela (svemirskih tijela na nebeskoj sferi). Radi toga razrađuje mjerne metode i istražuje vlastita gibanja tijela, precesiju i astronomsku nutaciju, zbog kojih se mijenjaju položaji nebeskih tijela u tijeku vremena. Obuhvaća sfernu astrometriju u užem smislu, mjerenje vremena, geodetsku, geofizičku, fundamentalnu (meridijansku), ekvatorijalnu i astrografsku astrometriju te radioastrometriju, a svaka od njih upotrebljava za to namijenjene teleskope.
Sferna astrometrija obuhvaća geometrijske odnose na nebeskoj sferi i vremenske promjene na njoj, te zato utvrđuje sferne koordinatne sustave: horizontski, ekvatorski, ekliptički i galaktički. U horizontskom sustavu koordinate su azimut i kutna visina (odnosno zenitna daljina), u ekvatorskom su rektascenzija (odnosno satni kut) te deklinacija (odnosno polna udaljenost), u ekliptičkom ekliptička dužina i širina, u galaktičkom galaktička dužina i širina. Satni kut i deklinacija čine mjesne ekvatorijalne koordinate, dok rektascenzija i deklinacija čine nebeske ekvatorijalne koordinate. Rektascenzija i satni kut nadopunjuju se na zvjezdano vrijeme. Vrijeme je u sfernoj astrometriji nezavisna promjenljiva veličina, a jedinica za mjerenje je zvjezdani dan (siderički dan), koji iznosi 23 h 56 min 4,09 s. Koordinate nebeskih tijela mijenjaju se zbog njihovih vlastitih gibanja, zbog aberacije svjetlosti, dnevne i godišnje paralakse, te zbog nutacije i Zemljine precesije.
Fundamentalna astrometrija određuje ekvatorijalne koordinate nebeskih tijela promatranjima u nebeskom meridijanu relativno prema gibanjima Zemlje. U astrografskoj astrometriji položaji se tijela mjere na fotografskoj ploči odnosno računalnom zaslonu (monitoru) s obzirom na referentne zvijezde. Preciznost mjerenja položaja znatno se poboljšava upotrebom mjernih instrumenata izvan Zemljine atmosfere. Radioastrometrija mjeri položaje nebeskih radioizvora s radio teleskopima, a upotrebom interkontinentalne mreže radioteleskopa preciznošću premašuje mjerenja u optičkom području (dugobazična interferometrija).

## Astronomski instrumenti
Astronomski instrumenti su mjerni instrumenti za praćenje položaja nebeskih tijela na nebeskoj sferi i svih vrsta zračenja koja od njih pristižu. Čovjek bolje upoznaje svijet tako što ga mjeri. Mjerenja na nebeskoj sferi provode se od početka astronomije. Bila ona jednostavna, kao ona koja provode amateri, ili složena, kao ona koja se provode u suvremeno opremljenim zvjezdarnicama ili opservatorijama, svi imaju zajednička načela. 

### Teleskop
Osnovni astronomski instrument je teleskop, koji se pokreće u dvije međusobno okomite ravnine. Za određivanje smjerova u tim ravninama služe kutomjeri. Sam dalekozor ima zadaću da olakša viziranje nebeskog tijela. Prije pronalaska teleskopa u tu su svrhu služile vizirne linije, koje su bile izvedene čisto mehanički. Osi, oko kojih se teleskop pokreće i ravnine u kojima se pokreće, postavljaju se ili u sistemu horizontskog koordinatnog sustava, ili u sistemu nebeskog ekvatorskog koordinatnog sustava. U prvom slučaju postavljanje teleskopa je altazimutsko, u drugom slučaju ekvatorsko ili paralaktičko. U astrometriji astronomski instrumenti primjenjuju altazimutnu ugradnju. Za mjerenje horizontskih koordinata koristi se teodolit, kao manji prijenosni instrument, i veći, univerzalni instrument. Pasažni instrument postavljen je u ravninu nebeskog meridijana i specijaliziran je za mjerenje vremena i kutne visine zvijezde; njime se zapažaju zvijezde pri prolasku kroz nebeski meridijan. Ista mjerenja obavlja, ali je preciznije izveden, meridijanski krug; njegovi se mjerni podaci primjenjuju za nalaženje koordinata nebeskih tijela u ekvatorskom sustavu, deklinacija i rektascenzija. Mjerenjima zenitnih daljina zvijezda namijenjen je zenitni teleskop (horizontski koordinatni sustav). Kao prijenosni mjerni instrument za mjerenje visina nekih sjajnih tijela, prvenstveno Sunca, upotrebljava se sekstant.
Teleskop u ekvatorskoj ugradnji ima krug deklinacija i krug rektascenzija. Kutomjeri na tim krugovima prvenstveno služe zato da se teleskop lakše usmjeri u zvijezdu dane deklinacije i rektascenzije. Ta je ugradnja neposredno prilagođena praćenju dnevnog kretanja nebeske sfere. Satni mehanizam pokreće teleskop s porastom satnog kuta zvijezde, a deklinacija optičke osi dalekozora je stalna.

## Određivanje zemljopisne širine mjesta i deklinacija zvijezda
Kutna visina sjevernog nebeskog pola jednaka je zemljopisnoj širini mjesta u kojem se nalazimo. Kada bi se u sjevernom nebeskom polu nalazila neka Polarna zvijezda, a time točka pola bila neposredno vidljiva, tada bi se zemljopisna širina mogla odrediti na najjednostavniji način, mjerenjem kutne visine nebeskog pola. Najbliža sjajna zvijezda, Sjevernjača, odmaknuta je ipak od sjevernog nebeskog pola gotovo za 1°, pa se mjerenjem njezine kutne visine dobiva samo približna vrijednost zemljopisne širine.
Točniji postupak temelji se na usporedbi kutne visine neke cirkumpolarne zvijezde u njezinoj donjoj i gornjoj kulminaciji. Zvijezde obilaze oko Zemljine osi vrtnje po kružnicama, pa će njihova najveća, a i najmanja kutna visina ovisiti o položaju nebeskog pola iznad obzora, a time i o zemljopisnoj širini. Ako promotrimo dnevnu kružnicu zvijezde koja postiže gornju konjukciju sjeverno od zenita (rezultat razmatranja je drukčiji za zvijezdu koja gornju kulminaciju postiže južno od zenita), zaključujemo da je zemljopisna širina jednaka srednjoj vrijednosti kutnih visina h zvijezde u času njene gornje i donje kulminacije:
φ = (hG + hD) / 2
Dva mjerenja jedne zvijezde, u trenucima kulminacije, vode mjerenju zemljopisne širine. Mjerenje zemljopisne širine nije stvar prošlosti, i ne vodi se samo pri osnivanju zvjezdarnica, već se na tim mjerenjima zasnivaju i postupci geodezije, i istraživanja oblika Zemlje, i vladanje Zemljine osi vrtnje. Nađeno je tako da se Zemljini polovi neprestano pomiču u odnosu na površinu Zemlje, na njezino tlo, i to po desetak metara godišnje, po krivulji koja nalikuje spirali. 
Kutna visina zvijezde u donjoj i gornjoj kulminaciji ovisi o još jednoj veličini, a to je deklinacija zvijezde. Jednostavnim računskim postupkom nalazimo deklinaciju zvijezde:
δ = 90° - (hG - hD) / 2
tako se u načelu s dva mjerenja kutne visine zvijezde u nebeskom meridijanu određuje deklinacija zvijezde. Poznavanje deklinacija zvijezda znači ujedno da se poznaje i položaj nebeskog ekvatora. Taj se položaj zatim utvrđuje na kutomjeru instrumenta. Tek tada se mogu određivati i deklinacije onih zvijezda koje se opažaju samo u gornjoj kulminaciji, dok im je donja kulminacija ispod obzora. Jedno od takvih tijela je Sunce. Važan zadatak astrometrije je određivanje deklinacije Sunca. 

## Određivanje zemljopisne dužine mjesta
Mjesta koja se nalaze na istom meridijanu imaju isto mjesno vrijeme. Razlika dvaju mjesnih vremena jednaka je razlici zemljopisnih dužina, izraženih u vremenskoj mjeri. Zato se određivanje zemljopisne dužine svodi na određivanje razlike vremena. Vrijeme koje se upotrebava može biti i Sunčevo i zvjezdano vrijeme. Pomoću Sunca najjednostavnije se zemljopisne dužine određuju tako da se opaža prolazak Sunca kroz nebeski meridijan. 
Mjerenja zemljopisne dužine provode se i opažanjem zvijezda s poznatim koordinatama. Opažanje zvijezde vodi određivanju zvjezdanog vremena. Na primjer, ako zvijezda prolazi meridijanom, njezina je rektanscenzija upravo jednaka mjesnom zvjezdanom vremenu S. Istog časa u griničkom meridijanu zvjezdano vrijeme je So. Zamislimo li da je proljetna točka prošla i naš meridijan i grinički, osvjedoćujemo se da je naše zvjezdano vrijeme starije od vremena u Greenwichu. Razlika je upravo jednaka zemljopisnoj dužini:
λ = S – So
Istočne zemljopisne dužine su pozitivne. Zvjezdano vrijeme u Greenwichu saznaje se bilježenjem koordiniranog svjetskog vremena UTC u času motrenja. Naime, podaci o odnosu svjetskog vremena i zvjezdanog vremena za isti meridijan objavljuje se za svaku godinu u astronomskim kalendarima. 

## Poveznice
- Nebeska mehanika
- Sferna astronomija